# Dominion Theatre
Le Dominion Theatre est un théâtre du West End à Tottenham Court Road, près du Centre Point, dans le borough londonien de Camden à Londres, au Royaume-Uni.
Il a notamment accueilli la comédie musicale We Will Rock You de 2002 à 2014, The Bodyguard de 2016 à 2017 et The Devil Wears Prada depuis Octobre 2024.